# Elda Piščanec
Elda Piščanec, slovenska slikarka, grafičarka in kiparka * 2. november 1897, Trst, † 18. oktober 1967, Vine pri Celju.

## Življenjepis
Elda se je rodila v premožno družino. Njen oče, Just Piščanec, je bil carinik, ki je kasneje napredoval v vodjo carinskega urada v Ljubljani, nato pa se je družina preselila še v Beograd, kjer je Just postal glavni revizor generalne direkcije carin.
Elda je tako najprej obiskovala mestni licej v Ljubljani, nato se je vpisala na obrtno šolo. Po končani šoli se je leta 1917 zaposlila kot poštna uradnica v Ljubljani. Službo je opravljala tri leta, medtem pa je obiskovala tečaj slikanja pri slikarju Rihardu Jakopiču. Zaradi velikih uspehov na umetniškem področju se je leta 1921 odločila posvetiti slikarstvu in je v Litiji začela obiskovati še en slikarski tečaj. Leta 1922 je odšla v Zagreb, kjer se je vpisala na umetnostno akademijo. Med letoma 1924 in 1929 je slikarstvo in grafiko študirala na akademiji v Firencah. Kasneje je odšla še v Pariz, kjer se je izpopolnjevala pri slikarju Mauriceu Denisu, kjer se je specializirala v tehniki cerkvenega slikarstva.
Sprva se je v umetnosti posvečala grafiki, v 30. letih 20. stoletja pa je začela bolj gojiti slikarske tehnike tihožitja in portreta. Leta 1930 se je preselila v dvorec Majpigl v Vinah. Tam se je povsem osamila in je le občasno pučevala slikarstvo po različnih šolah v Ljubljani, Kranju, Murski Soboti in v Trbovljah. Leta 1949 se je upokojila in je do smrti slikala v svojem dvorcu, odmaknjena od sveta.  